# Championnats du monde de cyclisme sur piste 2000
Navigation
Championnats du monde 1999 Championnats du monde 2001
Les championnats du monde de cyclisme sur piste de 2000 se sont déroulés au vélodrome de Manchester, en Grande-Bretagne, du 25 au 29 octobre, à peine plus d'un mois après les Jeux Olympiques de Sydney.
Les coureurs français et allemands ont remporté 4 titres chacun, pour un total de 16 médailles sur 36 (35 distribuées). Ces championnats du monde ont également marqué l'émergence au plus haut niveau de la Biélorusse Natalia Markovnichenko, qui remporte le titre en vitesse et du 500 mètres.
Durant ces championnats, Chris Boardman établit un nouveau record de l'heure cycliste en parcourant 49,441 km, moins de deux mois après l'édiction de nouvelles règles régissant ce record par l'Union cycliste internationale,,.

## Résultats

### Hommes
| Compétition            | Or                                                                | Or             | Argent                                                              | Argent         | Bronze                                                               | Bronze         |
| ---------------------- | ----------------------------------------------------------------- | -------------- | ------------------------------------------------------------------- | -------------- | -------------------------------------------------------------------- | -------------- |
| Kilomètre              | Arnaud Tournant France                                            | 1 min 01 s 619 | Sören Lausberg Allemagne                                            | 1 min 01 s 744 | Jason Queally Royaume-Uni                                            | 1 min 02 s 449 |
| Keirin                 | Frédéric Magné France                                             |                | Jens Fiedler Allemagne                                              |                | Pavel Buráň Tchéquie                                                 |                |
| Vitesse individuelle   | Jan van Eijden Allemagne                                          |                | Laurent Gané France                                                 |                | non-décerné                                                          |                |
| Vitesse par équipes    | Laurent Gané Florian Rousseau Arnaud Tournant France              |                | Craig MacLean Jason Queally Chris Hoy Royaume-Uni                   |                | José Antonio Villanueva José Antonio Escuredo Salvador Melià Espagne |                |
| Poursuite individuelle | Jens Lehmann Allemagne                                            |                | Stefan Steinweg Allemagne                                           |                | Rob Hayles Royaume-Uni                                               |                |
| Poursuite par équipes  | Sebastian Siedler Daniel Becke Guido Fulst Jens Lehmann Allemagne |                | Chris Newton Paul Manning Bradley Wiggins Jonathan Clay Royaume-Uni |                | Cyril Bos Philippe Gaumont Jérôme Neuville Damien Pommereau France   |                |
| Américaine             | Stefan Steinweg Erik Weispfennig Allemagne                        | 28             | Isaac Gálvez Joan Llaneras Espagne                                  | 15             | Juan Curuchet Edgardo Simón Argentine                                | 8              |
| Course aux points      | Joan Llaneras Espagne                                             | 19             | Matthew Gilmore Belgique                                            | 18             | Franz Stocher Autriche                                               | 17             |

### Femmes
| Compétition            | Or                                 | Or       | Argent                  | Argent       | Bronze                  | Bronze       |
| ---------------------- | ---------------------------------- | -------- | ----------------------- | ------------ | ----------------------- | ------------ |
| 500 mètres             | Natalia Markovnichenko Biélorussie | 34 s 838 | Cuihua Jiang Chine      | 34 s 461     | Wang Yan Chine          | 34 s 478     |
| Vitesse individuelle   | Natalia Markovnichenko Biélorussie |          | Lori-Ann Muenzer Canada |              | Katrin Meinke Allemagne |              |
| Poursuite individuelle | Yvonne McGregor Royaume-Uni        |          | Judith Arndt Allemagne  |              | Elena Tchalykh Russie   |              |
| Course aux points      | Marion Clignet France              | 15       | Judith Arndt Allemagne  | 27 (-1 tour) | Olga Slyusareva Russie  | 23 (-1 tour) |

## Tableau des médailles
| Rang | Nation      | Or | Argent | Bronze | Total |
| ---- | ----------- | -- | ------ | ------ | ----- |
| 1    | Allemagne   | 4  | 5      | 1      | 10    |
| 2    | France      | 4  | 1      | 1      | 6     |
| 3    | Biélorussie | 2  |        |        | 2     |
| 4    | Royaume-Uni | 1  | 2      | 2      | 5     |
| 5    | Espagne     | 1  | 1      | 1      | 3     |
| 6    | Chine       |    | 1      | 1      | 2     |
| 7    | Belgique    |    | 1      |        | 1     |
| 7    | Canada      |    | 1      |        | 1     |
| 9    | Russie      |    |        | 2      | 2     |
| 10   | Argentine   |    |        | 1      | 1     |
| 10   | Autriche    |    |        | 1      | 1     |
| 10   | Tchéquie    |    |        | 1      | 1     |